# Jeu incrémental
Le jeu incrémental (de l'anglais incremental), ou idle game (littéralement « jeu inactif »), ou encore clicker game, est un genre de jeux vidéo dont la mécanique de jeu principale consiste en de simples actions à l’interactivité volontairement limitée : il peut s'agir de cliquer à répétition ou de simplement laisser le jeu s'exécuter, le « joueur » n'ayant alors rien à faire. Le plus souvent, cette mécanique de jeu entraîne une progression monétaire virtuelle permettant d'améliorer certaines caractéristiques afin d'accélérer l'acquisition monétaire. Ce genre, apparu au début des années 2000, s'est popularisé avec le succès de Cookie Clicker en 2013 et s'est largement répandu au sein des jeux sur navigateur. 

## Historique

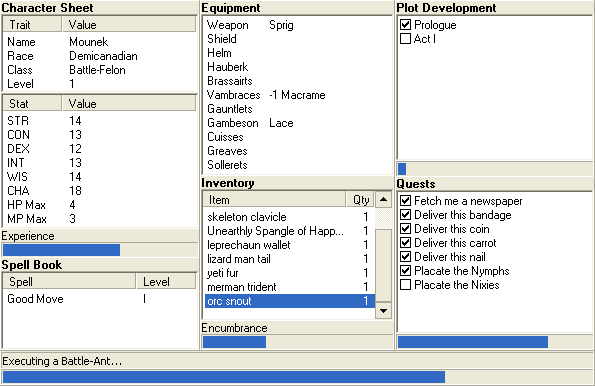
Capture d'écran de Progress Quest.

Progress Quest est considéré comme l'un des précurseurs du jeu incrémental. Sorti en 2002, ce jeu simule la progression d'un personnage au sein d'un univers parodiant le jeu de rôle en ligne massivement multijoueur, principalement EverQuest, qui était réputé pour ses quêtes longues et répétitives. Le joueur n'effectue aucune action passée la création du personnage, la progression est visualisée par différentes barres de chargement qui se remplissent automatiquement : le personnage poursuit des quêtes, tue des monstres, obtient du loot et passe des niveaux. Le « joueur » est observateur de l'avancée du personnage et peut lire les actions effectuées sur l'interface graphique. En 2006, Cow Clicker connaît un important succès alors que ce jeu s'inscrit lui aussi dans une logique caricaturant celle du progrès des jeux classiques. En 2010, Progress Wars reprend le principe du jeu précédent en y ajoutant une part interactive : le joueur doit cliquer de plus en plus afin de remplir les quêtes affichées.
À la fin des années 2000, les jeux sur navigateur connaissent un renouveau, notamment ceux intégrés au réseau social Facebook. Parmi ceux-ci, FarmVille repose largement sur une jouabilité incrémentale : les quelques mécaniques en place autorisent uniquement à acheter des parcelles de terrains sans que la stratégie et la gestion des ressources n'entrent véritablement en jeu. À son apogée, 80 millions de personnes jouaient à FarmVille.
En 2013, Cookie Clicker propose au joueur de cliquer à répétition afin d'engranger une monnaie virtuelle symbolisée par des cookies. Ces cookies permettent d'acheter des bâtiments qui produisent de plus en plus de cookies, et ainsi de suite. Le joueur se contente bientôt d'acheter les bâtiments, les clics ayant rapidement une importance presque nulle. Dans le sillage de Cookie Clicker, de nombreux jeux incrémentaux similaires sont créés : ces jeux sont principalement des jeux sur navigateur et des jeux sur appareil mobile. Il s'agit parfois de simples clones, alors que d'autres apportent quelques nouveautés : Golden Miner introduit un système de loot, Derivative Clicker repose sur un effet exponentiel maintenant la sensation de progression au cours du temps.
D'autres styles émergent du monde incrémental, notamment le dungeon crawler Idlers ans dungeons. La diversification des jeux incrémentaux entraîne dans certains cas un retour vers des jeux plus classiques. Ainsi, Candy Box! (en) débute à la façon d'un jeu incrémental puisque la monnaie virtuelle se génère automatiquement avant que des mécaniques propres au jeu vidéo de rôle ne passent au premier plan. Alors que le jeu incrémental s'est développé en opposition aux mécaniques habituelles du jeu vidéo au point de toucher les limites appartenant à ce domaine, des jeux plus récents (Clicker Heroes en 2014, Make it Rain: Love of Money en 2014, AdVenture Capitalist en 2015) capitalisent sur cette esthétique ; la construction en opposition du départ s'efface pour laisser place à un sous-genre du jeu vidéo.
En 2017, sort Universal Paperclips, un jeu qui pousse à la réflexion en se basant sur l'expérience de pensée de maximiseur de trombones décrite pour la première fois par le philosophe suédois Nick Bostrom en 2003.

## Analyse
La popularité croissante des jeux incrémentaux depuis 2013 a étonné certains observateurs, en raison de la relative passivité du joueur ; cet état de fait a incité les observateurs de ce milieu à s'interroger à nouveau sur les frontières du jeu : les réflexions sur ces frontières par les développeurs de jeux ont étendu le domaine du jeu vidéo de manière inattendue,. En 2015, Clicker Heroes réunissait simultanément 40 000 joueurs sur la plateforme de jeu Steam. Cet attrait des joueurs pour les clicker games est expliqué par plusieurs facteurs : la faible activité demandée au joueur autorise une utilisation dans des lieux d'habitude inaptes aux jeux, principalement les lieux de travail ; l'addiction et le vertige des chiffres que procurent ces jeux sont également mentionnés, la frustration et l'attente sont des éléments communs à ces jeux et participent à la sensation de progression, ; le principe même de progression infinie permet au joueur de conserver sa partie indéfiniment. Enfin, l'action même de cliquer à répétition serait directement liée à l'addiction qu'entraînent ces jeux : cela agirait comme une récompense psychologique à travers la progression chiffrée. Les jeux incrémentaux ont ainsi été comparés à l'expérience de la boîte de Skinner au cours de laquelle des rongeurs et des pigeons recevaient de la nourriture quand ils pressaient un bouton : le but du psychologue américain Burrhus Frederic Skinner était de démontrer que des animaux pouvaient subir un conditionnement opérant. Le côté paradoxal, voire « inutile», de ce genre frustrant mais addictif a été souligné et est assumé par les joueurs,. La jouabilité largement fondée sur l'action de cliquer rappelle également les jeux de type hack'n'slash dans lesquels il est demandé de cliquer sur les ennemis pour les attaquer puis sur le butin pour le récupérer.
La base du jeu incrémental est la progression interne du joueur propre au jeu vidéo, notamment la progression chiffrée ou scoring qui existe depuis les jeux d'arcade comme Space Invaders qui est le premier à introduire ce concept,. En reposant uniquement sur la progression chiffrée, certains jeux proto-incrémentaux comme Progress Quest se situent à la limite du jeu vidéo expérimental, l'interaction pour le joueur étant nulle après la création du personnage. Le côté parodique présent dans Progress Quest rattache cependant ce genre au jeu vidéo en général, il s'agit finalement d'une forme épurée du jeu de rôle où ne subsiste que la sensation de progression et le plaisir que cela procure au joueur : une forme minimaliste de narration existe encore dans les courtes phrases contant les aventures du héros,. Les multiples variations de jeux quasiment identiques créent un réseau faisant largement référence à la culture populaire, notamment à d'autres jeux vidéo : CivClicker reprend des éléments des jeux de la série Civilization et mélange donc des éléments du jeu 4X, Clicking Bad s'appuie sur la trame de la série télévisée Breaking Bad. Les déclinaisons très nombreuses de ces jeux sont également un des moyens grâce auxquels ils ont pu assoir leur popularité auprès d'une frange de joueurs habituellement hostile aux casual games : sur Steam, il existe des versions pour les fans d'horreur, de science-fiction ou encore de culture japonaise.
D'autres jeux, comme Candy Box!, stimulent l'appétit de découverte du joueur derrière une dimension incrémentale : le jeu encourage l'exploration, l'accumulation de la monnaie virtuelle (dans le cas présent, des bonbons) y sert de prétexte. Même dans le cas des jeux incrémentaux qui ne profitent pas d'une telle profondeur, la dimension stratégique est présente : il est souhaitable de faire des calculs sur les achats les plus opportuns à effectuer afin d'atteindre une certaine somme en un temps record. Cette dimension mathématique ou statistique incite le joueur à prendre des décisions que l'on retrouve régulièrement dans les autres genres vidéoludiques.